# Hipparchia totefulvovittata
Hipparchia totefulvovittata är en fjärilsart som beskrevs av Ruggero Verity 1916. Hipparchia totefulvovittata ingår i släktet Hipparchia och familjen praktfjärilar. Inga underarter finns listade i Catalogue of Life.